# Bob- und Skeleton-Europameisterschaften 2024
Die Bob- und Skeleton-Europameisterschaften 2024 fanden am 17. Dezember 2023 sowie vom 2. bis 4. Februar 2024 in Innsbruck-Igls und Sigulda statt. Die Entscheidung im Viererbob der Männer wurde am 17. Dezember 2023 in Igls ausgetragen, da die Bahn in Sigulda nicht für Viererbobs geeignet ist. Alle Wettbewerbe wurden in zwei Durchgängen entschieden und waren bis auf den Zweierbob der Männer Teil des IBSF Weltcup, wobei die Entscheidung im Viererbob das vierte Rennen, bei allen anderen Entscheidungen das sechste Rennen der Saison war.

## Zeitplan
| Datum             | Start (MEZ) | Disziplin                       |
| ----------------- | ----------- | ------------------------------- |
| 17. Dezember 2023 | 13:30       | Viererbob Männer – Lauf 1 und 2 |
| 2. Februar 2024   | 10:30       | Skeleton Männer – Lauf 1 und 2  |
| 2. Februar 2024   | 14:00       | Skeleton Frauen – Lauf 1 und 2  |
| 3. Februar 2024   | 09:00       | Monobob Frauen – Lauf 1 und 2   |
| 4. Februar 2024   | 09:00       | Zweierbob Frauen – Lauf 1 und 2 |
| 4. Februar 2024   | 13:00       | Zweierbob Männer – Lauf 1 und 2 |

## Bob

### Männer

#### Zweierbob
| 1   | Adam Ammour Issam Ammour              | Deutschland    | 49,39 s | 4   | 48,83 s | 1   | 1:38,22 min |     |     |
| 2   | Michael Vogt Sandro Michel            | Schweiz        | 49,29 s | 2   | 48,99 s | 2   | 1:38,28 min |     |     |
| 3   | Johannes Lochner Erec Bruckert        | Deutschland    | 49,28 s | 1   | 49,01 s | 3   | 1:38,29 min |     |     |
| 4   | Francesco Friedrich Tim Becker        | Deutschland    | 49,38 s | 3   | 49,12 s | 4   | 1:38,50 min |     |     |
| 5   | Simon Friedli Andreas Haas            | Schweiz        | 49,58 s | 5   | 49,20 s | 7   | 1:38,78 min |     |     |
| 6   | Patrick Baumgartner Robert Mircea     | Italien        | 49,65 s | 7   | 49,14 s | 5   | 1:38,79 min |     |     |
| 7   | Emīls Cipulis Matīss Miknis           | Lettland       | 49,68 s | 8   | 49,17 s | 6   | 1:38,85 min |     |     |
| 8   | Jēkabs Kalenda Edgars Ungurs          | Lettland       | 49,64 s | 6   | 49,34 s | 8   | 1:38,98 min |     |     |
| 9   | Markus Treichl Markus Sammer          | Österreich     | 49,72 s | 9   | 49,45 s | 9   | 1:39,17 min |     |     |
| 10  | Cédric Follador Gregory Jones         | Schweiz        | 49,84 s | 11  | 49,48 s | 10  | 1:39,32 min |     |     |
| 11  | Mihai Cristian Tentea George Iordache | Rumänien       | 49,87 s | 12  | 49,52 s | 11  | 1:39,39 min |     |     |
| 12  | Matěj Běhounek Dominik Záleský        | Tschechien     | 49,92 s | 14  | 49,65 s | 12  | 1:39,57 min |     |     |
| 13  | Adam Baird Luka Williams              | Großbritannien | 49,88 s | 13  | 49,83 s | 13  | 1:39,71 min |     |     |
| 14  | Adam Dobeš Michal Dobeš               | Tschechien     | 50,16 s | 15  | 49,95 s | 14  | 1:40,11 min |     |     |
| 15  | Radosław Sobczyk David Buba           | Polen          | 50,59 s | 16  | 50,30 s | 15  | 1:40,89 min |     |     |
| 16  | Mattia Variola Delmas Obou            | Italien        | 49,77 s | 10  | 55,82 s | 16  | 1:45,59 min |     |     |
| DNF | Aleksy Boroń Bartosz Sienkiewicz      | Polen          | 51,33 s | 17  | DNS     | DNS | DNS         | DNS | DNS |
| DNS | Brad Hall Taylor Lawrence             | Großbritannien | DNS     | DNS | DNS     | DNS | DNS         |     |     |

#### Viererbob
Bei den Viererbobs waren 18 Bobs aus neun Nationen im Starterfeld. Zusätzlich starteten weitere drei Bobs aus 2 Nationen außerhalb der Europameisterschaft im Zuge des IBSF Weltcups. Francesco Friedrich konnte seinen achten EM-Titel feiern. Debütant Adam Ammour belegte auf Anhieb den vierten Platz. Eher enttäuschend verlief das Rennen für die übrigen Medaillengewinner des Vorjahres. Titelverteidiger Brad Hall belegte den sechsten Platz, Bronzemedaillengewinner Michael Vogt gar nur den 13. Platz.
| Rang | Team                                                                  | Nation         | Lauf 1  | Lauf 1 | Lauf 2  | Lauf 2 | Gesamt      |
| Rang | Team                                                                  | Nation         | Zeit    | Rang   | Zeit    | Rang   | Zeit        |
| ---- | --------------------------------------------------------------------- | -------------- | ------- | ------ | ------- | ------ | ----------- |
| 1    | Francesco Friedrich Candy Bauer Alexander Schüller Felix Straub       | Deutschland    | 50,43 s | 1      | 50,46 s | 1      | 1:40,89 min |
| 2    | Johannes Lochner Erec Bruckert Joshua Tasche Georg Fleischhauer       | Deutschland    | 50,52 s | 2      | 50,51 s | 2      | 1:41,03 min |
| 3    | Emīls Cipulis Dāvis Spriņģis Matīss Miknis Krists Lindenblats         | Lettland       | 50,60 s | 3      | 50,75 s | 3      | 1:41,35 min |
| 4    | Adam Ammour Issam Ammour Benedikt Hertel Rupert Schenk                | Deutschland    | 50,71 s | 4      | 50,75 s | 3      | 1:41,46 min |
| 5    | Simon Friedli Pascal Moser Luca Rolli Andreas Haas                    | Schweiz        | 50,89 s | 6      | 50,83 s | 6      | 1:41,72 min |
| 6    | Cédric Follador Omar Vögele Dominik Hufschmid Gregory Jones           | Schweiz        | 50,90 s | 7      | 50,86 s | 7      | 1:41,76 min |
| 6    | Brad Hall Arran Gulliver Taylor Lawrence Greg Cackett                 | Großbritannien | 50,94 s | 8      | 50,82 s | 5      | 1:41,76 min |
| 8    | Markus Treichl Sascha Stepan Markus Sammer Kristian Huber             | Österreich     | 50,88 s | 5      | 50,96 s | 8      | 1:41,84 min |
| 9    | Patrick Baumgartner Eric Fantazzini Robert Mircea Lorenzo Bilotti     | Italien        | 51,00 s | 9      | 51,11 s | 10     | 1:42,11 min |
| 10   | Jēkabs Kalenda Edgars Ungurs Davis Kaufmanis Mairis Klava             | Lettland       | 51,09 s | 13     | 51,07 s | 9      | 1:42,16 min |
| 11   | Mattia Variola Delmas Obou Fabio Batti Mauro Colantoni                | Italien        | 51,05 s | 11     | 51,15 s | 11     | 1:42,20 min |
| 12   | Mihai Țentea Constantin Dinescu Mihai Pacioianu George Iordache       | Rumänien       | 51,07 s | 12     | 51,17 s | 12     | 1:42,24 min |
| 13   | Michael Vogt Oliver Gyger Andreas Orsinger Sandro Michel              | Schweiz        | 51,04 s | 10     | 51,34 s | 13     | 1:42,38 min |
| 14   | Dominik Dvořák Michal Dobeš David Bureš Dominik Záleský               | Tschechien     | 51,13 s | 14     | 51,75 s | 16     | 1:42,88 min |
| 15   | Adam Dobeš Dalibor Havelka Jáchym Procházka Ondřej Rapp               | Tschechien     | 51,60 s | 16     | 51,49 s | 14     | 1:43,09 min |
| 16   | Matej Behounek Petr Fomenko Antonín Wijas Ladislav Vila               | Tschechien     | 51,54 s | 15     | 51,68 s | 15     | 1:43,22 min |
| 17   | Aleksy Boroń Bartosz Sienkiewicz Seweryn Sosna Dominik Boinski        | Polen          | 52,01 s | 17     | 52,06 s | 17     | 1:44,07 min |
| 18   | Jakob Mandlbauer Adam Wiener Dominik Hanschitz Daiyehan Nichols-Bardi | Österreich     | 53,48 s | 18     | DNS a   | DNS a  | DNS a       |

### Frauen

#### Monobob
| Rang | Athlet             | Nation         | Lauf 1  | Lauf 1 | Lauf 2  | Lauf 2 | Gesamt      |
| Rang | Athlet             | Nation         | Zeit    | Rang   | Zeit    | Rang   | Zeit        |
| ---- | ------------------ | -------------- | ------- | ------ | ------- | ------ | ----------- |
| 1    | Lisa Buckwitz      | Deutschland    | 53,57 s | 3      | 53,89 s | 1      | 1:47,46 min |
| 2    | Andreea Grecu      | Rumänien       | 53,46 s | 1      | 54,27 s | 3      | 1:47,73 min |
| 3    | Laura Nolte        | Deutschland    | 53,59 s | 4      | 54,28 s | 4      | 1:47,87 min |
| 4    | Maureen Zimmer     | Deutschland    | 53,54 s | 2      | 54,72 s | 8      | 1:48,16 min |
| 5    | Melanie Hasler     | Schweiz        | 54,07 s | 5      | 54,47 s | 6      | 1:48,54 min |
| 6    | Katrin Beierl      | Österreich     | 54,42 s | 7      | 54,24 s | 2      | 1:48,66 min |
| 7    | Adele Nicoll       | Großbritannien | 54,49 s | 8      | 54,30 s | 5      | 1:48,79 min |
| 8    | Viktória Čerňanská | Slowakei       | 54,29 s | 6      | 54,66 s | 7      | 1:48,95 min |
| 9    | Linda Weiszewski   | Polen          | 55,00 s | 9      | 54,97 s | 9      | 1:49,97 min |

#### Zweierbob
| Rang | Athlet                             | Nation         | Lauf 1  | Lauf 1 | Lauf 2  | Lauf 2 | Gesamt      |
| Rang | Athlet                             | Nation         | Zeit    | Rang   | Zeit    | Rang   | Zeit        |
| ---- | ---------------------------------- | -------------- | ------- | ------ | ------- | ------ | ----------- |
| 1    | Laura Nolte Neele Schuten          | Deutschland    | 50,77 s | 1      | 50,76 s | 1      | 1:41,53 min |
| 2    | Kim Kalicki Anabel Galander        | Deutschland    | 50,93 s | 2      | 50,89 s | 2      | 1:41,82 min |
| 3    | Melanie Hasler Mara Morell         | Schweiz        | 51,11 s | 3      | 50,95 s | 3      | 1:42,06 min |
| 4    | Lisa Buckwitz Vanessa Mark         | Deutschland    | 51,11 s | 3      | 50,99 s | 4      | 1:42,10 min |
| 5    | Andreea Grecu Teodora Vlad         | Rumänien       | 51,55 s | 5      | 51,13 s | 5      | 1:42,68 min |
| 6    | Katrin Beierl Anna Schenk          | Österreich     | 51,56 s | 6      | 51,25 s | 6      | 1:42,81 min |
| 7    | Viktória Čerňanská Lucia Mokrášová | Slowakei       | 51,72 s | 8      | 51,49 s | 7      | 1:43,21 min |
| 8    | Linda Weiszewski Marika Zandecka   | Polen          | 51,69 s | 7      | 51,59 s | 8      | 1:43,28 min |
| DNF  | Adele Nicoll Kya Placide           | Großbritannien | DNF     | DNF    | DNF     | DNF    | DNF         |

## Skeleton

### Männer
Bei den Männern gingen 24 Athleten aus zwölf Nationen an der Start. Zusätzlich starteten weitere zwölf Sportler aus sechs Nationen außerhalb der Europameisterschaft im Zuge des IBSF Weltcups. Der Start des ersten Laufes wurde auf 10:00 Uhr Ortszeit, der des zweiten Laufen auf 11:59 Uhr Ortszeit terminiert. Titelverteidiger ist Matt Weston.
| Rang | Athlet                  | Nation         | Lauf 1  | Lauf 1 | Lauf 2  | Lauf 2 | Gesamt      |
| Rang | Athlet                  | Nation         | Zeit    | Rang   | Zeit    | Rang   | Zeit        |
| ---- | ----------------------- | -------------- | ------- | ------ | ------- | ------ | ----------- |
| 1    | Marcus Wyatt            | Großbritannien | 50,43 s | 1      | 50,57 s | 2      | 1:41,00 min |
| 2    | Matt Weston             | Großbritannien | 50,60 s | 2      | 50,56 s | 1      | 1:41,16 min |
| 3    | Felix Keisinger         | Deutschland    | 50,77 s | 5      | 50,59 s | 3      | 1:41,36 min |
| 4    | Jacob Salisbury         | Großbritannien | 50,73 s | 3      | 50,80 s | 5      | 1:41,53 min |
| 5    | Felix Seibel            | Deutschland    | 50,73 s | 3      | 50,89 s | 6      | 1:41,62 min |
| 6    | Christopher Grotheer    | Deutschland    | 50,83 s | 6      | 50,89 s | 7      | 1:41,72 min |
| 7    | Amedeo Bagnis           | Italien        | 51,04 s | 10     | 50,75 s | 4      | 1:41,79 min |
| 8    | Mattia Gaspari          | Italien        | 50,85 s | 7      | 50,95 s | 8      | 1:41,80 min |
| 9    | Craig Thompson          | Großbritannien | 50,99 s | 8      | 51,09 s | 10     | 1:42,08 min |
| 10   | Rasmus Johansen         | Dänemark       | 51,00 s | 9      | 51,11 s | 13     | 1:42,11 min |
| 11   | Wladyslaw Heraskewytsch | Ukraine        | 51,06 s | 11     | 51,09 s | 10     | 1:42,15 min |
| 12   | Samuel Maier            | Österreich     | 51,13 s | 13     | 51,06 s | 9      | 1:42,19 min |
| 13   | Axel Jungk              | Deutschland    | 51,14 s | 14     | 51,10 s | 12     | 1:42,24 min |
| 14   | Lucas Defayet           | Frankreich     | 51,10 s | 12     | 51,25 s | 15     | 1:42,35 min |
| 15   | Vinzenz Buff            | Schweiz        | 51,36 s | 15     | 51,22 s | 14     | 1:42,58 min |
| 16   | Alexander Schlintner    | Österreich     | 51,62 s | 16     | 51,26 s | 16     | 1:42,88 min |
| 17   | Manuel Schwärzer        | Italien        | 51,73 s | 17     | 52,15 s | 17     | 1:43,88 min |
| 18   | Florian Auer            | Österreich     | 51,77 s | 18     | – a     | – a    |             |
| 19   | Livio Summermatter      | Schweiz        | 51,83 s | 19     | – a     | – a    |             |
| 20   | Vladsylav Polyvach      | Polen          | 51,99 s | 20     | – a     | – a    |             |
| 21   | Colin Freeling          | Belgien        | 52,37 s | 21     | – a     | – a    |             |
| 22   | Timon Drahoňovský       | Tschechien     | 52,68 s | 22     | – a     | – a    |             |
| 23   | Jaroslaw Lawreniuk      | Ukraine        | 56,44 s | 23     | – a     | – a    |             |
|      | Adrián Rodríguez        | Spanien        | DNF     | DNF    | – a     | – a    |             |

### Frauen
Bei den Frauen waren 22 Athletinnen aus zwölf Nationen im Starterfeld. Zusätzlich starteten weitere elf Pilotinnen aus sechs Nationen außerhalb der Europameisterschaft im Zuge des IBSF Weltcups. Der Start des ersten Laufes wurde auf 15:04 Uhr, der des zweiten Laufes auf 16:55 Uhr Ortszeit angesetzt.
| Rang | Athlet               | Nation         | Lauf 1  | Lauf 1 | Lauf 2  | Lauf 2 | Gesamt      |
| Rang | Athlet               | Nation         | Zeit    | Rang   | Zeit    | Rang   | Zeit        |
| ---- | -------------------- | -------------- | ------- | ------ | ------- | ------ | ----------- |
| 1    | Kim Meylemans        | Belgien        | 51,64 s | 1      | 51,74 s | 6      | 1:43,38 min |
| 2    | Hannah Neise         | Deutschland    | 51,87 s | 4      | 51,54 s | 2      | 1:43,41 min |
| 3    | Amelia Coltman       | Großbritannien | 51,85 s | 3      | 51,64 s | 3      | 1:43,49 min |
| 4    | Janine Flock         | Österreich     | 51,75 s | 2      | 51,77 s | 8      | 1:43,52 min |
| 5    | Kimberley Bos        | Niederlande    | 52,43 s | 10     | 51,31 s | 1      | 1:43,74 min |
| 6    | Susanne Kreher       | Deutschland    | 52,06 s | 5      | 51,75 s | 7      | 1:43,81 min |
| 7    | Jacqueline Pfeifer   | Deutschland    | 52,26 s | 7      | 51,70 s | 4      | 1:43,96 min |
| 8    | Freya Tarbit         | Großbritannien | 52,31 s | 8      | 51,71 s | 5      | 1:44,02 min |
| 9    | Valentina Margaglio  | Italien        | 52,44 s | 11     | 51,82 s | 9      | 1:44,26 min |
| 10   | Tabitha Stoecker     | Großbritannien | 52,24 s | 6      | 52,06 s | 12     | 1:44,30 min |
| 11   | Tina Hermann         | Deutschland    | 52,45 s | 12     | 51,91 s | 10     | 1:44,36 min |
| 12   | Alessandra Fumagalli | Italien        | 52,32 s | 9      | 52,32 s | 15     | 1:44,64 min |
| 13   | Dārta Zunte          | Estland        | 52,52 s | 13     | 52,15 s | 13     | 1:44,67 min |
| 13   | Alessia Crippa       | Italien        | 52,64 s | 14     | 52,03 s | 11     | 1:44,67 min |
| 15   | Julia Erlacher       | Österreich     | 52,67 s | 15     | 52,26 s | 14     | 1:44,93 min |
| 16   | Annia Unterscheider  | Österreich     | 52,77 s | 16     | 52,38 s | 16     | 1:45,15 min |
| 17   | Endija Tērauda       | Lettland       | 53,00 s | 17     | 52,61 s | 17     | 1:45,61 min |
| 18   | Julia Simmchen       | Schweiz        | 53,32 s | 18     | – a     | – a    |             |
| 19   | Anna Fernstädt       | Tschechien     | 53,41 s | 19     | – a     | – a    |             |
| 20   | Aline Pelckmans      | Belgien        | 53,52 s | 20     | – a     | – a    |             |
| 21   | Katharina Eigenmann  | Liechtenstein  | 53,96 s | 21     | – a     | – a    |             |
| 22   | Ana Torres-Quevedo   | Spanien        | 54,52 s | 22     | – a     | – a    |             |

## Medaillenspiegel
| Platz  | Land           | Gold | Silber | Bronze | Gesamt |
| ------ | -------------- | ---- | ------ | ------ | ------ |
| 1      | Deutschland    | 4    | 3      | 3      | 10     |
| 2      | Großbritannien | 1    | 1      | 1      | 3      |
| 3      | Belgien        | 1    | –      | –      | 1      |
| 4      | Schweiz        | –    | 1      | 1      | 2      |
| 5      | Rumänien       | –    | 1      | –      | 1      |
| 6      | Lettland       | –    | –      | 1      | 1      |
| Gesamt | Gesamt         | 6    | 6      | 6      | 18     |